# فيديكس إكسبرس الرحلة 14
فيديكس إكسبرس الرحلة 14 كانت رحلة شحن مجدولة من من سنغافورة إلى نيوارك بولاي نيوجيرسي عبر ماليزيا وتايوان وألاسكا. في 31 يوليو 1997، تحطمت الطائرة التي كانت تحلق على هذا المسار أثناء هبوطها في الجزء الأخير من مطار نيوارك الدولي (EWR)، مما أدى إلى انقلابها واشتعال النار فيها وإلى إصابة جميع الأشخاص الخمسة الذين كانوا على متنها.

## ملخص
تحطمت الرحلة 14 أثناء هبوطها على المدرج 22R في مطار نيوارك في 31 يوليو 1997. بدأت الرحلة في سنغافورة مع توقفات وسيطة في بينانق بماليزيا، تليها تايبيه بتايوان، ثم أنكوريج بألاسكا. كان هناك بالإضافة إلى القبطان والضابط الأول ثلاثة ركاب على متن الطائرة، أحدهم يركب في مقعد قابل للإنطواء.
أثناء الرحلة، كان الطيارون قلقين من أنه لن يكون لديهم سوى مسافة قصيرة للتوقف بعد الهبوط، وقال القبطان إنه يريد إيقاف الطائرة في وقت مبكر على المدرج. كانت الطائرة قد غادرت مع عاكس الدفع واحد (على المحرك الأيسر)، وكان الطيارون على علم بالحوادث في سجل صيانة الطائرة حيث فشلت المكابح الآلية في التنشيط أثناء عمليات الهبوط. كما أساءوا تفسير بيانات المدرج، ولذا اعتقدوا أن مسافة التوقف لديهم أقل مما كانت متاحة بالفعل.

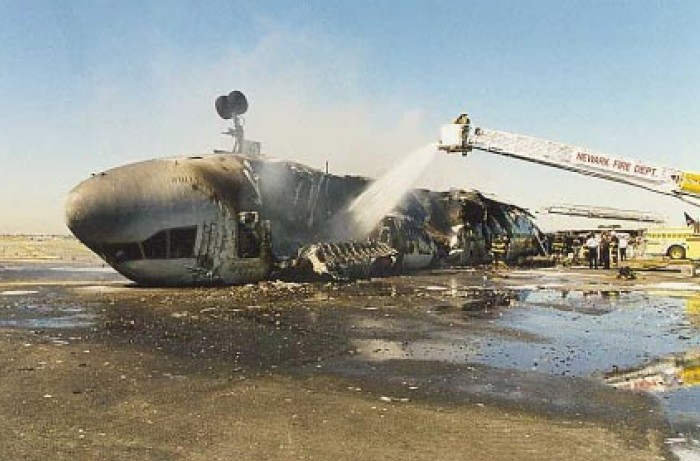
حطام الرحلة 14 بعد إطفاء الحريق

كان الهبوط طبيعيًا حتى بداية مرحلة تباعد الهبوط. هبطت الطائرة أم دي-11، وارتدت، وتدحرجت إلى اليمين. في الهبوط الثاني، حوالي 1,100 قدم (340 م) في وقت لاحق، انقطع الترس الأيمن ولامس المحرك رقم 3 (محرك الجناح الأيمن) بالمدرج، مع استمرار التدحرج الأيمن حتى تحطم ساريات الجناح الأيمن. واستقرت الطائرة منقلبة على ظهرها ومشتعلة على الجانب الأيمن من المدرج. هرب جميع الركاب الخمسة من خلال نافذة قمرة القيادة. دمرت النيران الطائرة.

## الطائرة والطاقم

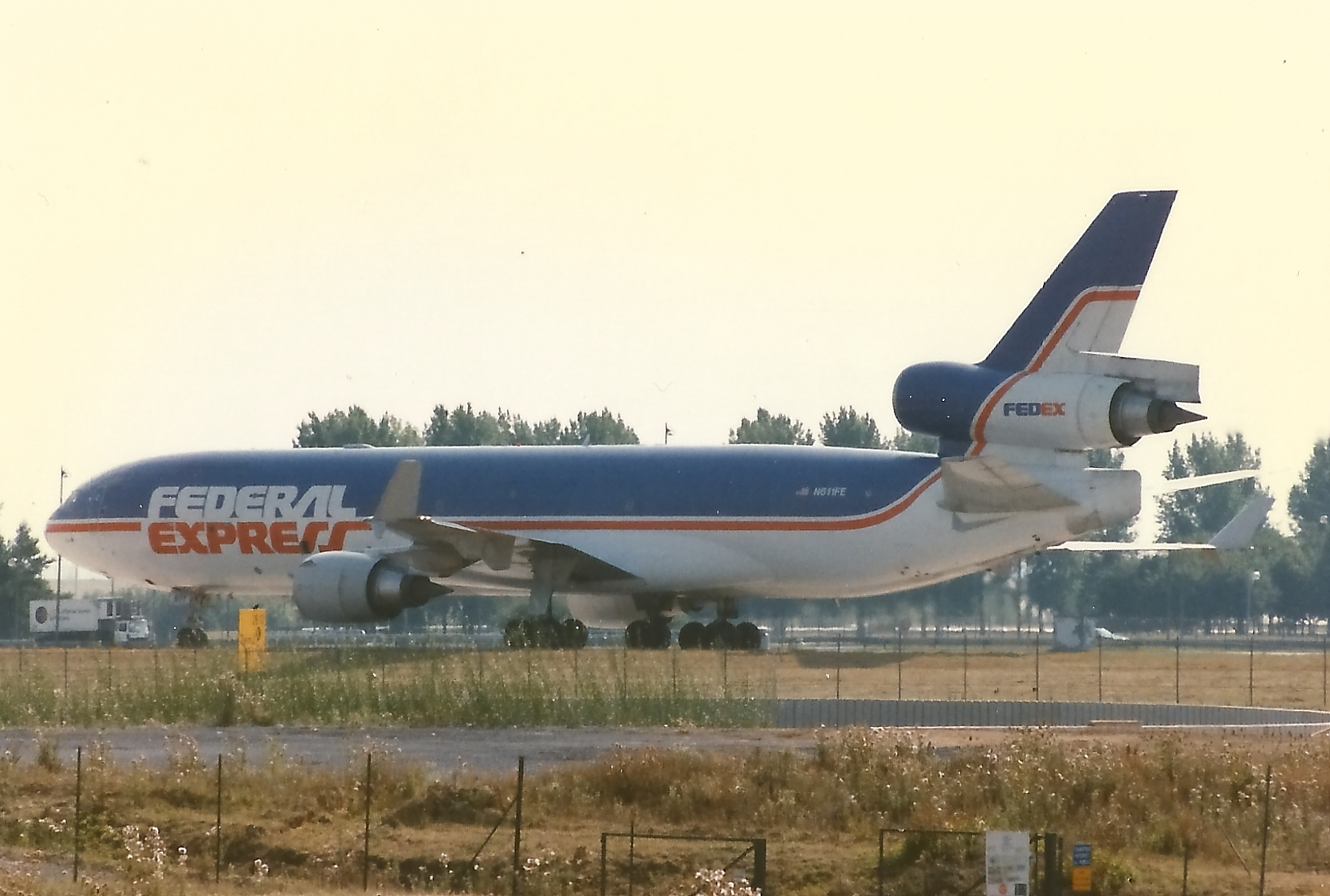
N611FE، الطائرة التي تعرضت للحادث، قبل 11 شهرًا من تحطمها

كانت الطائرة، التي أطلقت فيديكس عليها اسم جوشوا، ورقم التصنيع 48603 والخط 553، من طراز طائرة شحن ماكدونل دوغلاس أم دي-11أف، مدعومة بثلاثة محركات جنرال إلكتريك سي إف 6-80C2D1F . مسجلة في الولايات المتحدة باسم N611FE سُلمت الطائرة جديدة إلى فيديكس في سبتمبر 1993. قبل تحطم الطائرة، طارت 13034 ساعة طيران وقامت بـ 2950 دورة طيران (تعرف دورة الطيران على أنها إقلاع وهبوط)، وكانت قد شاركت في حادثين سابقين. في يناير 1994، عندما أصيبت بأضرار في البطن أثناء هبوطها في مطار ممفيس الدولي. ثم في نوفمبر 1994، شاركت الطائرة في ضربة الذيل في مطار أنكوراج الدولي. أُجريت إصلاحات دائمة من حادثة أنكوريج في غضون أيام من ضربة الذيل، وأُجريت إصلاحات دائمة لحادث ممفيس عند الفحص سي التالي في أغسطس 1995.
الكابتن روبرت مارك «بوب» فريمان (ولد في 13 مايو 1951 بمدينة كارسون سيتي) كان يبلغ من العمر 46 عاما في يوم الحادثة كانت لديه خبرة 10 سنوات مع شركة خطوط النمر الجوية ‏ وخبرة 8 سنوات مع فيديكس إكسبرس. انضم إلى فيديكس في عام 1988 عندما اشترت شركة خطوط النمر الجوية ‏، التي كان يعمل بها سابقًا منذ عام 1978، سجل فريمان ما مجموعه 11000 ساعة طيران، بما في ذلك 1،253 ساعة على إم دي - 11، المساعد أول دونالد يوجين «دون» جودين (ولد في 20 أبريل 1958 بمدينة إيجان) كان يبلغ من العمر 39 عاما في يوم الحادثة كانت لديه خبرة 17 عاما مع القوات الجوية الأمريكية وخبرة 3 سنوات مع فيديكس إكسبرس، والذي عمل مع فيديكس منذ عام 1994، بعد أن خدم طيارًا سابقًا في القوات الجوية الأمريكية من عام 1977 إلى عام 1994 وكان لديه 3703 ساعة طيران، على الرغم من أن 592 ساعة منهم فقط كانوا مع فيديكس. كان لدى جودين 92 ساعة فقط على إم دي-11. :11–12
وتواجد في الطائرة موظفان لشركة فيديكس إكسبرس وهما فيليس فير البالغة من العمر 32 عاما وكريستين ميكير البالغة من العمر 21 عاما يجلسون في مقصورة الركاب وموظف لشركة خطوط يو بي إس الجوية وهو فيليب لوغان البالغ من العمر 38 عاما يجلس في مقعد قابل للإنطواء.

## تحقيق
أجرى المجلس الوطني لسلامة النقل (NTSB) تحقيقًا كاملاً في الحادث وخلص إلى أن السبب المحتمل هو سيطرة القبطان المفرطة على الطائرة أثناء الهبوط وفشله في الالتفاف بعد حدوث تباعد غير مستقر. يبدأ من حوالي 17 قدم (5.2 م) فوق المدرج، ترك القبطان أنف الطائرة ينخفض، ربما لتحقيق هبوط مبكر، ثم رفعه وزاد قوة الدفع لإبطاء هبوط الطائرة، ثم دفع مقدمة الطائرة لأسفل مرة أخرى (في وقت قريب من أول هبوط) لمحاولة لإبقاء الطائرة على المدرج. كانت مدخلات التحكم الأخيرة هذه "متأخرة جدًا وكبيرة جدًا" لتحقيق الاستقرار في الهبوط، كما أن معدل غرق الطائرة المرتفع واللفافة اليمنى ضغطت دعامة الهبوط الأيمن عند الهبوط الثاني، مما أدى إلى كسر الدعامة الخلفية للجناح الأيمن وتمزق خزان الوقود الأيمن.
وأعتبر سبب التحطم خطأ الطيار بسبب الإنارة غير المتوازنة واهتزاز الجناحين بسبب الرياح السطحية كانت الرياح 250 درجة معكوسة بسرعة 5 عقدات/س (9.26 كم/س) حينها ألقيا اللوم علي الطيارين وبعد سنتين و11 شهرآ و25 يوما من الحادثة في 25 يوليو 2000 في نفس اليوم الذي حصل فيه حادث تحطم طائرة الكونكورد في باريس أنشر التقرير النهائي وتم تسحين تدريب الطيارين بكيفية الهبوط بتلك الطائرة عند الهبوط يزيدون قوة الدفع للمحركات وعند ملامسة الطائرة للمدرج يخفضون قوة الدفع للمحركات ولكن بعد 11 سنة و7 أشهر و23 يوما من الحادثة في 23 مارس 2009 حصلت حادثة مشابهة في مطار ناريتا الدولي وهي فيديكس إكسبرس الرحلة 80 ولكن أتضح بإن الحادثة لها سبب آخر وكان حادث تحطم الرحلة 14 أسوء حادثة تحطم في مطار نيوآرك ليبرتي الدولي البالغ عمره 69 عاما وشهرين ويوم واحد.

## ما بعد الكارثة
طُرد الكابتن فريمان من فيديكس لدوره في الحادث في 30 أكتوبر 2000. ومع ذلك، انتقدت نقابة الطيارين في فيديكس القرار وأعلنت أنها ستستأنف القرار، مشيرة إلى أن الحادث نتج عن عيوب في تصميم الطائرة.

## رقم الرحلة الجوية
تواصل فيديكس إكسبرس استخدام الرحلة 14 كرقم رحلة نشط اليوم ؛ تم تعديل المسار ليبدأ في هونغ كونغ، مع التوقف في تايبيه قبل المتابعة إلى أنكوريج وممفيس كوجهة.

## وساءل الإعلام
غطى برنامج التحليق إلى المجهول (تحقيقات الكوارث الجوية، الكوارث الجوية) تحطم طائرة فيديكس إكسبرس الرحلة 14، وتحطم مماثل في عام 2009 لماكدونيل دوغلاس أم دي-11 آخر وفيديكس إكسبرس الرحلة 80 في مطار ناريتا الدولي في اليابان في موسمه 14 في الحلقة الخامسة بعنوان "الدفعة الأخيرة".